# امین اولیایی
امین اولیایی قهرمان بوکس کشور از اهالی بندر انزلی از استان گیلان در ایران است.

## بیوگرافی
امین اولیایی متولد ۱۳۷۳ چهار سال است. اولیایی بوکس را زیرنظر سینا بلانش و قاسم سلمستانی آموخته است. بندر انزلی از مهدهای بوکس کشور محسوب می شود و قهرمانانی چون نصرت و سهراب وکیل منفرد ، حسین اغماض ، حجت بربری ، کریم کامیاب، مرحوم ایرج سلامی کهن ،مظفر مسافری ، قاسم سلمستانی ، داوود بلانش، جبار فعلی و دیگران را به کشور معرفی کرده است.

### عناوین
- مسابقات قهرمانی جوانان در گنبد مدال طلا
- مسابقات قهرمانی جوانان در یاسوج مدال نقره